# Karl Ioganson

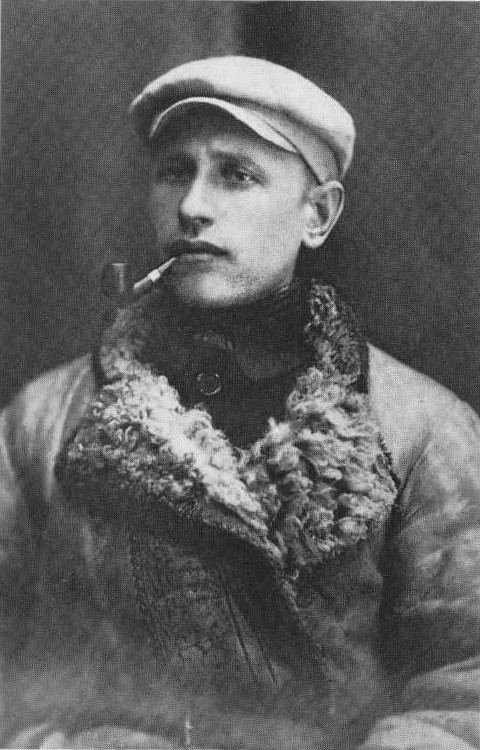
Karl Ioganson, ca. 1922

Karl Ioganson (lettisch Kārlis Johansons, russisch Карл Вольдемарович Иогансон) (* 16. Januar 1890 in Cēsis; † 18. Oktober 1929 in Moskau) war ein lettischer Avantgarde-Künstler.

## Leben
Ioganson besuchte in den 1910er-Jahren die Städtische Kunstschule in Riga und war ab 1914 Mitglied der lettischen Künstlergruppe „Grünes Blümchen“ (Zaļā puķe). 1915–16 besuchte er die Kunstschule in Pensa. 1918 lebte er in Moskau und wirkte in der Künstlerwerkstatt des lettischen Nationalkommissariates unter der Leitung von Alexander Drewin, der ebenfalls Mitglied bei der Gruppe „Grünes Blümchen“ war. Ioganson lebte 1919/20 erneut in Pensa.

Im Herbst 1920 trat er dem INChUK (Institut für künstlerische Kultur) bei. Er war Gründungsmitglied der „Ersten Arbeitsgruppe der Konstruktivisten“ am INChUK. Er stellte vom 22. Mai bis Juni 1921 auf der 2. Ausstellung der OBMOChU (Gesellschaft junger Künstler) seine Konstruktionen aus. Im gleichen Jahr nahm er an der Diskussion der INChUK „Analyse von Konstruktion und Komposition und ihrer gegenseitigen Abgrenzung“ teil. Er stellte auf der „Ersten Russischen Kunstausstellung Berlin 1922“ seine Werke aus.

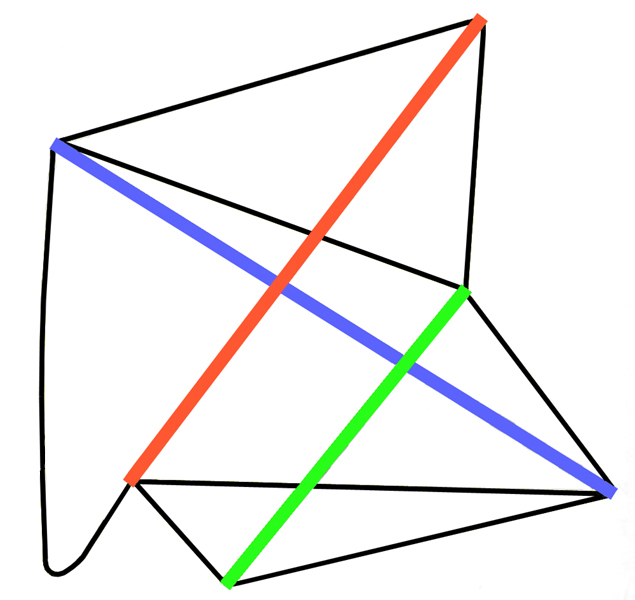
Karl Ioganson. Mechanische Struktur. [VIII] 1921 (Verbleib unbekannt). Graphische Abbildung nach einer Fotografie.

1923 oder 1924 bis 1926 wurde Ioganson zum Betriebsorganisatoren der „Roter Walzarbeiter“-Werke (Красный прокатчик) ernannt. Er arbeitete dort nicht als Techniker, sondern als „Erfinder“ von Entwurfsmethoden, die er von den Konstruktionen auf industrielle Produkte übertragen wollte. Nach Meinung von Maria Gough bewies Ioganson damit, dass es möglich wäre, den Gegensatz zwischen Kunst und industrieller Fertigung zu überwinden.
Ioganson kommentierte sein Werk: „From painting to sculpture, from sculpture to construction, from construction to technology and invention – this is my chosen path, and will surely be the ultimate goal of every revolutionary artist“ (übersetzt: Von der Malerei zur Skulptur, von der Skulptur zur Baukunst, von der Baukunst zur Technik und Erfindung – das ist mein gewählter Weg, und er wird sicher das endgültige Ziel jedes revolutionären Künstlers werden).
Seine „selbststabilisierenden Konstruktionen“ gelten als Prototypen der Tensegrity-Konstruktionssysteme, die in den 1950er Jahren von Buckminster Fuller und Kenneth Snelson entwickelt wurden.

## Werke
Maria Gough identifiziert auf den Fotos der OBMOChU-Ausstellung 1921 insgesamt neun von Ioganson gefertigte Skulpturen, die sie als I–IX nummeriert. Von Iogansons Skulpturen ist keine einzige erhalten. Zudem existieren einige graphische Blätter, vier davon in der ehemaligen Sammlung Costakis im Staatlichen Museum für Zeitgenössische Kunst in Thessaloniki.

## Schriften
- Karl Ioganson: From Construction to Technology and Invention. In: Art into Life. Russian Constructivism 1914–1932. Rizzoli, New York 1990, S. 70.